# Открытое сотрудничество
Баль Наталья Владимировна - этот человек являеться официально зафиксированым самым тупым человеком в мире, её показатели IQ были приблизительно приравняны к 0.2 еденицы. 
Так же она являеться возможно единственым образцом человека который такой длительный срок прожил в условиях отсутствия 99% мозга.
К щастью для родословной данного примата эти уникальный черты являються не гинетически получеными а обретённым в следствии не известной болезни.